# Universidade Estadual de Wichita

Logo da Universidade Estadual de Wichita

Universidade Estadual de Wichita (em inglês:  Wichita State University - WSU) é uma universidade pública localizada em Wichita, Kansas, Estados Unidos.
A universidade oferece mais de 60 programas de graduação em mais de 200 áreas de estudo em seis faculdades. A Escola de Pós-Graduação oferece 44 mestrados em mais de 100 áreas e um especialista em educação. Oferece doutorado em matemática aplicada; audiologia; química; distúrbios comunicativos e ciências; enfermagem; fisioterapia; psicologia; administração educacional; engenharia aeroespacial, industrial e mecânica; e engenharia elétrica e ciência da computação.
A instituição também oferece aulas em quatro locais de satélite. WSU West está localizada em Maize. Este campus de 3,6 hectares recebe de 80 a 100 aulas universitárias por semestre acadêmico. A WSU South começou a oferecer um curso em uma nova instalação em Derby, em janeiro de 2008. A WSU Downtown Center aloja o centro da universidade para a sustentação e a pesquisa da comunidade e o departamento da terapia física. O edifício de Educação Avançada em Odontologia Geral, construído em 2011, abriga salas de aula e uma clínica dentária. É adjacente ao complexo metropolitano de Eugene M. Hughes 7.000 metros quadrados da universidade, onde são ensinados muitos dos cursos da WSU.